# 대송고등학교
대송고등학교(大松高等學校)는 대한민국 울산광역시 동구 화정동에 있는 공립 고등학교이다.

## 학교 연혁
- 1998년 5월 8일 : 방어진여자고등학교 설립인가 (10학급)
- 1999년 3월 1일 : 초대 윤정명 교장 취임
- 1999년 3월 1일 : 염포초등학교에서 학교업무 시작
- 2000년 3월 1일 : 대송고등학교로 교명 변경
- 2002년 2월 21일 : 신축교사로 이전
- 2024년 3월 1일 : 제13대 이필재 교장 취임
- 2025년 2월 6일 : 제24회 졸업생 228명 졸업 (졸업생 누적 총수 8,565명)
- 2025년 3월 4일 : 제27회 입학식(신입생 245명)

## 참고 자료
- 대송고등학교 - 한국교육학술정보원 학교알리미